# CIRCUS (기업)
CIRCUS(서커스)는 일본의 유한 회사 서커스(サーカス 사커스[*])의 어덜트 게임 브랜드로 대표작으로는 D.C 다카포와 스이카가 있다.

## 주요 작품
- D.C 다카포 시리즈.
  - D.C 다카포 2
  - D.C 다카포 3
  - T.P 사쿠라
- 스이카
- 발키리 컴플렉스
- 알피지 학원
- Uni.

## 주요 제작진
tororo
라마 맨(らまマン)
시나리오
- 아이바네(愛羽)
- 마리(まり)
- 고토우신(ごとうしん)

원화
- 아키소바(秋蕎麦)
- 타테바(立羽)
- 타카노 유키(鷹乃ゆき)

원화(외주)
- 카유라 유카(かゆらゆか)
- 타니하라 나츠키(たにはらなつき)
- 미츠모모 마무(蜜桃まむ)

## 같이 보기
- 문스톤
- 나나오 나루
- La'clyma